# Maria Teresa Orsi
Maria Teresa Orsi (...) è una traduttrice italiana.

## Biografia
Dopo la laurea all’Istituto Universitario Orientale di Napoli e una  lunga permanenza in Giappone, ha insegnato dal 1975 al 1984 Letteratura giapponese moderna e contemporanea nello stesso Istituto. Professore ordinario dal 1981, ha ricoperto dal 1984 al 2010 la cattedra di Lingua e letteratura giapponese all’Università di Roma “La Sapienza”. Nel 2012 il Ministro dell’Istruzione, dell’Università e della Ricerca le ha conferito il titolo di Professore Emerito..
Ha pubblicato articoli dedicati alla letteratura popolare e al fumetto giapponese ed ha curato la traduzione e la presentazione al pubblico italiano di testi classici e moderni, fra gli altri Ueda Akinari, Natsume Sōseki, Kawabata Yasunari, Ishikawa Jun, Tsushima Yūko. Ha curato il volume Fiabe giapponesi (I Millenni, Einaudi, Torino, 1998) e Mishima Romanzi e racconti (I Meridiani, Mondadori, Milano, voll I e II, 2004, 2006). Nel 2012  ha pubblicato la traduzione commentata del Genji monogatari (La storia di Genji), massimo capolavoro della letteratura classica giapponese. In collaborazione con Alessandro Clementi degli Albizzi ha scritto Poeti giapponesi (Einaudi, 2020) e, con Fabio Sebastiano Tana, La neve di Yuzawa Immagini dal Giappone (Einaudi, 2021) e Sotto l’ombrello a Tokyo Frammenti di vita giapponese (Einaudi, 2023).
Orsi è apprezzata per la sua capacità di mantenere l'integrità stilistica e tematica delle opere originali, riuscendo a trasmettere sfumature culturali e linguistiche che caratterizzano la letteratura giapponese. In un'intervista ha parlato delle peculiarità della traduzione di manga e romanzi giapponesi, sottolineando le differenze culturali che rendono questo lavoro complesso e affascinante.

## Riconoscimenti
- (2013) Premio speciale in Premi Nazionali per la Traduzione[3].
- (2012) Professoressa emerita presso l'Università degli Studi di Roma "La Sapienza"[4].
- (2002) Premio Feltrinelli[5].
- (2000) Ordine del Sacro Tesoro[5].

## Opere (parziale)
- Il Joruri Ju-Ni-Dan-Zoshi, Centro Cultura Italo-Giapponese, Roma, 1971.
- Il Rangaku Kotohajime di Kikuchi Kan, Centro Cultura Italo-Giapponese, Roma, 1974.
- Orochi (il drago) di Komatsu Samatsu, Centro Cultura Italo-Giapponese, Roma, 1975.
- Gli antecedenti del racconto poliziesco in Giappone e l'innesto del mystery occidentale, Centro Cultura Italo-Giapponese, Roma, 1976.
- Recitativi e narrativa nel Giappone degli anni Tokugawa-Meiji: Kodan e Rakugo", Centro Cultura Italo-Giapponese, Roma, 1977.
- Il fumetto in Giappone, 1978.
- La narrativa giapponese negli anni di transizione Tokugawa-Meiji (1840-1880), Istituto Orientale di Napoli, Napoli, 1979.
- Lineamenti di storia della letteratura giapponese, Opera Universitaria, Napoli, 1981.
- La narrativa giapponese dalla metà dell'Ottocento ai giorni nostri, Napoli, 1987.
- Letteratura e società nel Giappone contemporaneo, 1994.
- Il romanzo come pittura: il modello di Natsume Sôseki", 1999.
- Il gourmet manga al di là del sushi, Lingue Culture Mediazioni - Languages Cultures Mediation, 2016.
- Murasaki Shikibu, La storia di Genji, Torino, Einaudi, 2012.
- «Il Genji monogatari» in: Andrea Maurizi (a cura di), Spiritualità ed etica nella letteratura del Giappone premoderno, Milano, UTET, 2012.
- «Koi wa dare ga hatsumei shita no ka (Chi ha inventato l’amore?)», in: Murasaki Shikibu gakkai (a cura di), Murasaki, kenkyū to kyōyō, n. 51, Tokyo, Musashino shoin,  2014.
- «Quando i codici cambiano: il  Genji monogatari tradotto in manga» in: Testo a Fronte 51, Tradurre il Genji monogatari (a cura di Andrea Maurizi) Milano, Marcos Y Marcosa,, 2014
- «Il gourmet manga al di là del sushi» in: Virginia Sica and Tsuchiya Junji (ed.), Luoghi (comuni)del Giappone, Lingue Culture e Mediazioni, vol.3, no 2 , 2016.
- «Lo shōjo manga: la svolta degli anni settanta», in G. Amitrano, N. Lanna (a cura di), Nuovi orizzonti ermeneutici dell’Orientalismo, Studi in onore di Franco Mazzei, Università degli Studi di Napoli ‘L’orientale’, 2016.
- L’eredità del Genji monogatari: riflessi dell’opera di Murasaki Shikibu nella cultura contemporanea giapponese, Atti Ambrosiani, 2017.
- Natsume Sōseki, «Lo scudo incantato», in: Andrea Maurizi, Marco Taddei (a cura di), Racconti sospesi nel vuoto, Roma, Atmosphere, 2020.
- Poeti giapponesi (a cura di Maria Teresa Orsi e Alessandro Clementi Degli Albizzi,) Einaudi, Torino, 2020.
- «Viaggio fra i kokeshi del Tōhoku», in: V. Sica, R. Menegazzo, C. Covito (a cura di), Kokeshi , il Tōhoku fra tradizione e design, Milano, Scalpendi, 2021.
- Tsushima Yūko, Il figlio della fortuna (trad. e postfazione), Pordenone, Safarà, 2021.
- La neve di Yuzawa, Einaudi, 2021.
- Tsushima Yūko, Hikari no ryōbun , Il dominio della luce, Pordenone, Safarà , 2023.
- Sotto l'ombrello a Tokyo, Einaudi, 2023
- “Un tanuki sui binari” in: Costellazioni , Rivista di lingue e letteratura, Anno VIII n. 22,
- “Il Genji monogatari”, in: Cultura letteraria giapponese, Milano, Hoepli, 2023.
- Shiba Ryōtarō, L’ultimo shōgun, Torino, Einaudi, 2024.[6].